# 米蘭·歐布雷諾維奇二世

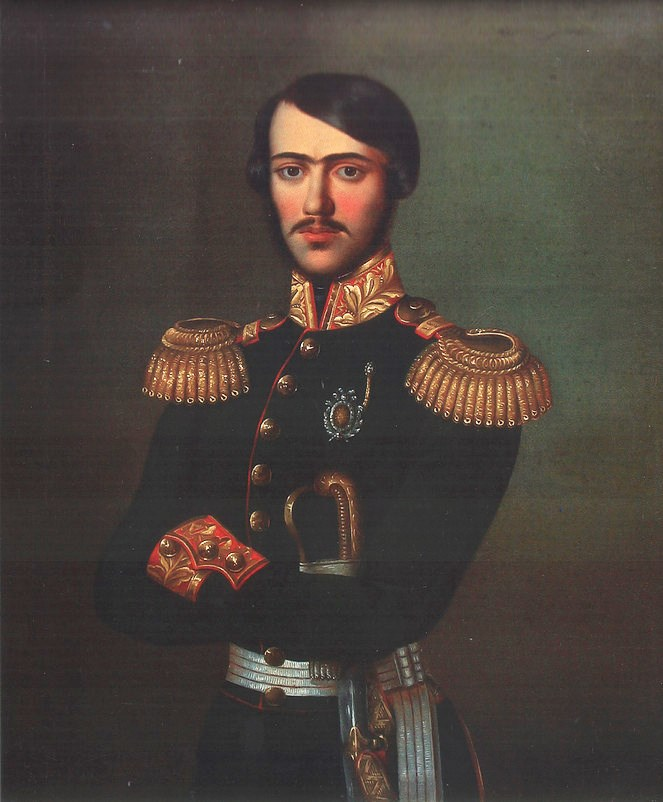
米蘭·歐布雷諾維奇二世

米蘭·歐布雷諾維奇二世（1819年10月21日—1839年7月8日）是塞爾維亞公國國君，米洛斯·歐布雷諾維奇一世之長子，1839年6月25日至7月8日在位。